# Bernhard Brink
Bernhard Brink, född 17 maj 1952 i Nordhorn, Tyskland, är en tysk sångare och programledare i TV.
Bernhard Brink var som mest aktiv och populär åren 1974–1981. Under 1980-talet var han med på Tysklands nationella uttagningar inför Eurovision Song Contest men han vann aldrig någon av dessa uttagningar och har därför aldrig varit med i den internationella tävlingen.